# Unternehmen Südsee
Das Unternehmen Südsee war der Deckname einer deutschen Militäroperation für einen Plan der Kriegsmarine im Zweiten Weltkrieg, eine Handelsverbindung mit Frachtschiffen von Deutschland um Sibirien herum mit Japan zu unterhalten.

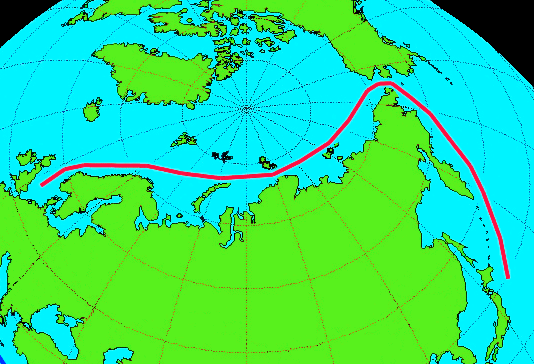
Nordostpassage

## Geschichte
Über die Route Deutschland-Atlantik-Indischer Ozean-Pazifik-Japan waren im Zweiten Weltkrieg Frachtschiffe als Blockadebrecher unterwegs. 
Als zweite Route für den Handelsverkehr zwischen Deutschland und Japan bot sich die sehr schwierige Nordostpassage um Sibirien herum an.
Im Sommer 1940 war es dem deutschen Hilfskreuzer Komet mit sowjetischer Unterstützung gelungen, die Nordostpassage zu bezwingen und in den Pazifik einzufahren. Dabei sollte auch der Tanker Esso als Versorgungsschiff der Komet auf dem Sibirischen Seeweg mitfahren. Auf dem Rückweg sollte die Esso dann erneut um Sibirien herumfahren und Walöl aus Japan nach Deutschland befördern. Die Esso erlitt aber schon bei der Hinfahrt in norwegischen Gewässern durch Grundberührung ein Leck und musste zurückbleiben.
So wurde 1941 geplant, mit dem Unternehmen Südsee eine zweite Seeverbindung zwischen Deutschland und Japan im Krieg herzustellen. 
Dafür wurden als Bordflugzeuge für die Luftaufklärung und für die Erkundung der Eislage für die Schiffe auf ihrer Fahrt durch das Nordpolarmeer zwei Arado Ar 196 Schwimmerflugzeuge zur Verfügung gestellt und der Umbau von Frachtern für das Unternehmen begonnen. Auch Japan erklärte sich bereit, Frachtschiffe für das Unternehmen Südsee bereitzustellen.
Durch den seit Juni 1941 bestehenden Kriegszustand mit der Sowjetunion, verschlechterte sich allerdings die schon friedensmäßig schwierige Durchfahrt durch die Nordostpassage nochmals.
Für den 22. Juni 1942 findet sich im Kriegstagebuch der Seekriegsleitung der Kriegsmarine der Eintrag:
„Nach Mitteilung ist Unternehmen ‚Südsee‘ bis auf weiteres verschoben. Umbau der dafür vorgesehenen Dampfer kann also eingestellt werden.“
Am 28. Juni 1942 vermerkt das Kriegstagebuch der Seekriegsleitung, dass der Sonderstab für Handelskrieg und wirtschaftliche Kampfmaßnahmen (HWK) des Oberkommandos der Wehrmacht entschieden habe, die Vorarbeiten für das Unternehmen Südsee zu verschieben, bis ein erneuter Befehl für die Wiederaufnahme erteilt würde, sollte „das Unternehmen notwendig werden“. Die Seekriegsleitung befahl folglich, „daß alle Vorarbeiten bis auf weiteres einzustellen sind, mit der Feststellung, daß damit eine Wiederaufnahme der Planung im Jahre 1943 auf Grund gegebener Voraussetzungen nicht möglich ist, ein eventueller Befehl für Wiederaufnahme also nur für 1944 Gültigkeit erlangen kann.“
Damit war das Unternehmen Südsee beendet. Offensichtlich reichten zu dieser Zeit die Fahrten der Blockadebrecher auf der Route Atlantik-Indik-Pazifik aus, um den Handelsverkehr zwischen Japan und Deutschland abzuwickeln. Als später die Alliierten die Blockadefahrten immer weiter unterbanden, wurde nicht auf das Unternehmen Südsee zurückgegriffen, sondern Handels-U-Boote für den Seehandel zwischen Deutschland und Japan auf der gleichen Route wie die Blockadebrecher eingesetzt.